# Pambak-Gebirge
Das Pambak-Gebirge (armenisch Փամբակի լեռնաշղթա, Pambaki lernaschghta; russisch Памбакский хребет, Pambakski chrebet) ist ein Gebirgszug in Armenien.
Das Pambak-Gebirge zählt zum Armenischen Hochland. Es erstreckt sich von der Großstadt Gjumri (ehemals Leninakan) im Nordwesten bis zum Nordwestufer des Sewansees im Osten. Dabei bildet es die Wasserscheide zwischen den Flusssystemen der Kura (Pambak, Aghstafa) im Norden und des Aras (Achurjan, Kassagh, Hrasdan) im Süden. Die Flüsse Aghstafa, Pambak und Marmarik entspringen an den Hängen des Pambak-Gebirges. Es erreicht im Tesch (auch Teschler) eine maximale Höhe von 3101 m.
Das Gebirge besteht aus magmatischem Gestein. Die Hänge sind von Bergsteppen- und Bergheidelandschaft bedeckt. An den Nordhängen im Ostteil des Gebirges wächst sommergrüner Laubwald.

## Berge (Auswahl)
Im Folgenden sind eine Reihe von Gipfeln entlang des Hauptkamms des Pambak-Gebirges sortiert in West-Ost-Richtung aufgelistet: 
- Tesch (3101 m) (⊙)
- Artawaz (2929 m) (⊙)